# Han Lingdi
Han Lingdi was een keizer van China van 168 tot 189, uit de Han-dynastie. 
Hij was vader van de laatste twee keizers van de Han-dynastie, Han Shaodi en Han Xiandi.
Zijn persoonlijke naam was Liu Hong. Hij staat bekend als een slechte keizer. Zijn bewind werd gekenmerkt door wanbeheer, onderdrukking en decadentie. Ook werd zijn bewind gekenmerkt door de groeiende macht van lokale machthebbers en dominantie van het bestuur door corrupte eunuchen. Tijdens zijn regeringsperiode brak de Gele Tulbandenopstand uit.

## Jeugd en troonsbestijging
Han Lingdi werd geboren als Liu Hong, als zoon van Liu Chang en diens vrouw Vrouwe Dong. Zijn grootvader was Liu Kai, een zoon van Han Zhangdi. Zo was Liu Hong een achterkleinzoon van Keizer Zhang. Zijn grootvader was markies van Jieduting geweest, daarop was Liu Hongs vader markies geweest en zo werd ook hij markies.
Nadat Han Huandi kinderloos was gestorven, kreeg diens vrouw Keizerin Dou Miao de titel Keizerin-weduwe en de macht van regent. Ze onderzocht wie uit de keizerlijke clan geschikt was om de volgende keizer te worden. Om onbekende redenen beval haar assistent Liu Shu Markies Hong aan als nieuwe keizer. Na overleg met haar vader Dou Wu, en de confuciaanse geleerde ambtenaar Chen Fan, maakte Keizerin-weduwe Dou Liu Hong op twaalfjarige leeftijd keizer, onder de postume naam Han Lingdi. Keizerin-weduwe Dou bleef aan de macht als regent en Han Lingdi eerde zijn vader en grootvader als keizers en zijn grootmoeder als keizerin. Wegens de aanwezigheid van Keizer-weduwe Dou echter, werd zijn moeder niet behandeld als keizerin maar als hofdame.

## Vroege regering
De vader van Keizerin-weduwe Dou en Chen werden de machtigste ambtenaren in het bestuur, en zo zagen ze ook de sterke negatieve invloed van eunuchen op het bestuur waar ze een einde aan wilde maken. Later in 168 stelde ze zelfs voor om alle machtige eunuchen uit te roeien. Het voorstel werd afgewezen door Keizerin-weduwe Dou. Hun plannen waren echter wel uitgelekt en de eunuchen ontvoerden Keizerin-weduwe Dou en sloten Han Lingdi op, nadat ze de jonge keizer hadden wijs gemaakt, dat het voor zijn eigen veiligheid was. Hierop arresteerde en executeerde ze Chen. Dou Wu verzette zich, maar werd uiteindelijk verslagen en pleegde zelfmoord. De Dou-clan werd uitgemoord en de eunuchen, onder leiding van Cao Jie en Wang Fu, werden de machtigste personen binnen de overheid.
Na de vernietiging van de Dou-clan, in 169, vereerde Keizer Ling zijn moeder consorte Dong als een keizerin-weduwe, maar hij ging ook door met het vereren van Keizerin-weduwe Dou (die onder huisarrest stond bij de eunuchen) als Keizerin-weduwe. Leden van de Dong-clan begonnen in de overheid te komen, maar dit had geen belangrijke invloed. Later dat jaar, maakten de eunuchen Keizer Ling wijs, dat de partizanen (Confuciaanse geleerde ambtenaren en de universiteitsstudenten die hen steunden) een complot tegen hem begonnen. Velen werden gearresteerd en vermoord en de anderen verloren al hun burgerlijke vrijheden; dit werd later herinnerd als de tweede Ramp van Partizaanse beroepsverboden. In 172 stierf Keizerin-weduwe Dou. Veel eunuchen stelden voor om haar alleen als een hofdame te begraven en niet als Han Huandi's vrouw. Keizer Ling echter liet haar begraven bij Keizer Huan met de eer van Keizerin-weduwe. In de naschok van haar dood schreef een vandaal op de paleisdeur:
Alles onder de hemel is in opschudding. Cao en Wang vermoordden de keizerin. De sleutel ambtenaren wisten alleen hoe ambtenaar te zijn en hadden niks oprechts te zeggen.
De eunuchen waren woedend, duizenden mensen werden gearresteerd tijdens het onderzoek om er achter te komen wie de dader was. Uiteindelijk kwam er niet veel uit het onderzoek. In dat jaar beschuldigden de eunuchen ook Han Huandi`s broer Liu Li vals van verraad, en prins Li werd gedwongen zelfmoord te plegen. Zijn hele huishouden, waaronder: vrouw, concubines, kinderen, assistenten, en belangrijke ambtenaren werden allemaal geëxecuteerd. De eunuchen bleven corrupt en de bevolking moest telkens hogere belasting betalen. Naarmate Keizer Ling ouder werd, ondernam hij geen enkele maatregel tegen de eunuchen, maar bleef hij de corruptie van de eunuchen grotendeels toestaan. Een gigantische nederlaag tegen de Xianbei bracht de schatkist nog meer schade toe.
Keizer Lings`s vrouw, Keizerin Song, die hij in 171 keizerin had gemaakt maar niet erg waardeerde, viel in 178 ten prooi aan de eunuchen. Haar tante, vrouwe Song, was Prins Li`s vrouw en dus waren de eunuchen bang dat ze te machtig zou worden; ze zou misschien haar tante steunen. Ze sloten een alliantie met de hofdames die haar wilden vervangen, ze beschuldigden haar vals van hekserij om de keizer te vervloeken. Keizer Ling geloofde hen en Keizerin Song werd afgezet. Ze werd opgesloten en stierf gevangen. Haar vader Song Feng en haar broers werden geëxecuteerd.

## Middelste regering
In 178 kwam Keizer Ling met een plan dat de overheid zware schade toebracht, en de bevolking nog meer ellende bracht. Hij verkocht allerlei soorten ambten voor geld. De mensen die deze ambten kochten, werden extreem corrupt en nadat ze eenmaal waren aangesteld begonnen ze zelf ambten te verkopen. Het gevolg was dat alle ambtenaren met weinig geld vrijwel toestemming kregen zelf een handeltje in ambten te beginnen. Veel ministers werden hierdoor corrupt en het land lag er telkens slechter bij.
In 180 maakte Keizer Ling consorte He, Keizerin, en haar broer He Jin werd een zeer belangrijk ambtenaar. Volgens oude verhalen werd ze keizerin, omdat haar familie de eunuchen had omgekocht. In werkelijkheid was het waarschijnlijk omdat Keizer Ling erg op haar gesteld was en ze diens oudste zoon Liu Bian had gebaard.
Tijdens deze jaren raakte Keizer Ling geïnteresseerd in het besteden van grote bedragen aan het aanleggen van keizerlijke tuinen, en om ze te financieren droeg hij commandanten en burgemeesters op om hem persoonlijk tribuut te komen brengen. Dit creëerde een nog grotere druk voor ambtenaren om corrupt te zijn. Keizer Ling luisterde echter ook vaak na goed advies, ook al volgde hij het niet altijd op. Voor de meest eervolle ambtenaren werd het een uitputtende oefening om Keizer Ling het goede te laten doen voor het volk, want Keizer Ling was eigenlijk een aardige heerser maar vaak gedroeg hij zich niet zo.

## DeGele Tulbandenopstand
De boerenbevolking die al een telkens zwaarder bestaan kreeg, en voortdurend werd onderdrukt en uitgebuit, kreeg het tijdens de regering van Han Lingdi nog zwaarder ten gevolge van natuurrampen. De regering was niet in staat hulp te verlenen en de bevolking werd veroordeeld tot hongersnood, epidemieën en ellende. Vanaf ongeveer 180 was er een grootschalige verspreiding van een mystieke stroming uit het Taoïsme vanuit de provincie Ji, onder leiding van Zhang Jiao. Zhang Jiao beweerde een magische kracht te hebben om ziektes te genezen.
Hij zei, dat de Han-dynastie niet meer in staat was het land goed te besturen, het mandaat had verloren en dat er veranderingen en hervormingen moesten komen die het bestaan van het volk zouden verbeteren. In 183 hadden zijn prekers en volgelingen zich over acht provincies verspreid: Qing, Xu, You, Ji, Jing, Yang Yan en Yu. Een hoop belangrijke ambtenaren begonnen zich zorgen te maken over de macht van Zhang en zijn volgelingen en stelden voor dat de Taiping sekte uitgebannen zou worden. Keizer Ling volgde hun advies niet op.
Zhang Jiao plande ondertussen een opstand. Hij stelde 36 militaire officieren aan in zijn eigen leger en hij creëerde zijn eigen bestuur. Hij schreef deze verklaring:
De blauwe hemel is dood. De gele hemel zal komen in zijn bestaan. Het jaar zal 'Jiazi' zijn. De wereld zal gezegend zijn.
Zhangs aanhangers kwamen overal deze boodschap overbrengen. Zelfs in de belangrijke steden en aan de deuren van de huizen van ambtenaren. Zhang Jiao verwierf veel steun van verraders in de hoofdstad, maar zelfs zonder hun steun vormden zijn volgelingen in de beurt van de hoofdstad een grote bedreiging. Zhang Jiao`s generaal, Ma Yuanyi zwoer samen met twee machtige eunuchen en ze planden om de Han-dynastie van binnenuit omver te werpen.
Begin 184 werd dit complot ontdekt, en Ma werd onmiddellijk gearresteerd en geëxecuteerd. Keizer Ling gaf opdracht om alle leden van de Taiping sekte te arresteren en te executeren.
Onmiddellijk hierop begon Zhang Jiao zijn opstand. Alle leden van zijn sekte droegen een gele tulband als symbool, vandaar de naam de Gele Tulbandenopstand. Binnen een maand verwierf Zhang de controle over een groot gebied, nadat hij de regeringstroepen verdreven had, de overheidsgebouwen had verwoest en alle magistraten en ambtenaren had vermoord. Hij kreeg niet alleen veel steun van zijn aanhangers, maar ook van de uitgezogen boerenbevolking die smachtte naar verandering. Het aantal Gele Tulbanden nam hierdoor gestaag toe. De strijdkrachten waren in drie delen verdeeld die over drie grote gebieden heersten. De troepen werden geleid door Zhang en diens twee broers. Vanwege een suggestie van de eunuch Lu Qiang, die sympathiek stond tegenover de partizanen, vergaf Keizer Ling de partizanen die mogelijk zich bij de Gele Tulbanden zouden voegen. Later dat jaar werd Lu Qiang het slachtoffer van de andere eunuchen, die beweerden dat hij Keizer Ling wilde afzetten, en hierop pleegde hij zelfmoord.
Ondertussen hadden de opstandelingen veel succes. Ze veroverden grote gebieden en versloegen veel keizerlijke legers en maakte een einde aan de macht van corrupte ambtenaren en het Han-gezag. Een hoop overheidsgebouwen werden door hen verwoest en een hoop legerdepots en opslagplaatsen werden veroverd en geplunderd. Ze namen een hoop kleine en grote steden in en maakten een einde aan elk contact met het centrale bestuur. Tevens bleef hun aantal alsmaar groeien. Ze beheersten grote gebieden en planden een aanval op de hoofdstad. Het leek erop dat de Gele Tulbandenopstand zou slagen, maar in drie maanden had de keizerlijke regering alle verraders in de hoofdstad gearresteerd en was de verdediging goed voorbereid. Hierop zond Keizer Ling een aantal grote en sterke keizerlijke legers en lokale troepen onder leiding van een aantal machtige generaals en gouverneurs waaronder: Cao Cao, Huangfu Song, Dong Zhuo, Fu Xie, Zhu Jun, Lu Zhi, Liu Yan en Liu Bei. Velen van hen zouden zich bewijzen als grote militairen. Ze vielen op twee fronten aan. Een aanval werd ingezet op: Yingchuan, Runan en Nanyang. De commandanten bij deze aanval probeerden zo veel mogelijk rekruten uit de lokale gebieden te werven en konden grotendeels onafhankelijk handelen. De strijd in deze provincies, waar de opstand zeer hevig was, werd met wisselend succes voor beide partijen gevoerd.
In de derde maand van 184, pal nadat de opstand was uitgebroken, versloeg en doodde de Gele Tulband Zhang Mancheng, de Groot Administrator van Nanyang en in de vierde maand, aan het begin van de zomer, werd het keizerlijke leger onder Zhu Jun verslagen door de Gele Tulband Bo Cai in Yingchuan, terwijl de Groot Administrator van Runan verslagen werd door andere rebellen. 
Om de Gele Tulbanden tegen te houden, voegden Huangfu Song, Lu Zhi, en Zhu Jun hun troepen samen om in offensief te gaan. Liu Yan zocht vrijwilligers voor hun legers. Liu Bei, een van de mensen die aan de oproep gehoor gaf, waarschuwde Dong Zhuo voor de vijand. In 184 brak de Gele Tulbandenopstand uit in de provincies Shandong en Henan. Tegen deze tijd bestonden de rebelse legers uit ruim 360.000 man. He Jin, de halfbroer van Keizerin He, kreeg de leiding om de opstand neer te slaan.
In het midden van 184 echter, keerde het tij. In de vijfde maand combineerden Huangfu Song en Zhu Jun hun legers en versloegen Bao Cai. In de zesde maand roeiden ze de Gele Tulbanden van Runan uit in de Slag bij Xihua. Daarna gingen de twee generaals hun eigen weg, Huangfu Song om de aanval op de rebellen noordelijk van de Gele Rivier te steunen, en Zhu Jun om het op te nemen tegen de rebellen van Nanyang. Tegen deze tijd had een nieuwe Groot Administrator Zhang Mancheng verslagen en hem gedood. In die campagne echter, slaagden de Gele Tulbanden erin om het commandocentrum, de stad Wan, te veroveren, en ze namen hier hun toevlucht.
Voor de hierop volgende maanden vond de strijd voornamelijk in en rond de stad Wan plaats, tot de plaats uiteindelijk bestormd werd, en alle rebellen werden gedood in het begin van 185. Aan het einde van 184 werd Zhang Jiao gedood. De inname van Wan was de laatste grote nederlaag voor de Gele Tulbanden. In de zomer waren hun troepen in het noorden van China verpletterend verslagen door de keizerlijke legers op de velden. Al hun vestingen werden belegerd en veroverd. De drie Zhang broers waren inmiddels allemaal dood. Alle overige geheime rebellengroepen werden in opsporingsacties door de commandanten uitgeschakeld. En aan het begin van 185 riep de overheid officieel met een viering de overwinning uit, die met de titel pacificatie werd voltooid. In februari 185 werden alle rebellen verslagen, maar de komende jaren bleven opstanden nog her en der uitbreken en keizerlijke troepen werden in alle richtingen gestuurd om ze tegen te houden.
De Gele Tulbandenopstand werd weliswaar neergeslagen, maar de opstand was toch het begin van het einde voor de Han-dynastie. De dynastie was ernstig verzwakt en had veel kracht verloren. En de gouverneurs en generaals die zich de afgelopen 100 jaar al telkens onafhankelijker waren gaan gedragen, hadden grotendeels onafhankelijke beslissingen kunnen nemen en ze hadden zich nu nog grotere macht verworven. Als echte krijgsheren behielden ze grotendeels de macht over de provincies. Dit zou na de dood van Keizer Ling tot een eeuw van burgeroorlog leiden.

## Late regering
Zelfs na wat er gebeurd was, hield Keizer Ling niet op met z`n verspillende en corrupte bewind. Hij ging door met het heffen van zeer zware belastingen en bleef ambten verkopen. Als gevolg hiervan bleef het aantal opstanden van boeren en militairen toenemen.
In 188, op suggestie van Liu Yan, vergrootte Keizer Ling de macht van provinciale gouverneurs nog veel meer en maakte ze nog machtiger en hij stelde belangrijke sleutelambtenaren aan als provinciale gouverneurs.
In 189 toen Keizer Ling ziek werd, kwam er een opvolgingsprobleem. Keizer Ling had twee overlevende zonen: Liu Bian, de zoon van Keizerin He en Liu Xie, de zoon van concubine Wang. Omdat Keizer Ling veel zonen had verloren toen ze nog jong waren, dacht hij dat ze buiten het paleis door pleegouders moesten worden opgevoed. Prins Bian werd aan de magicus Shi Ziamo gegeven, en Prins Xie werd persoonlijk door Keizer Lings grootmoeder opgevoed. Omdat prins Bian het oudst was en zijn moeder de Keizerin, was hij kroonprins, maar door bijgeloof en omdat Keizer Ling zijn gedrag niet altijd even goed vond, overwoog Keizer Ling een tijdlang serieus om Prins Xie kroonprins te maken, maar uiteindelijk deed hij dit niet. Uiteindelijk stierf hij in 189 en werd opgevolgd door Prins Bian die de officiële naam Han Shaodi aannam. He Jin werd tot regent benoemd en aan het hof brak een gigantische machtsstrijd uit. Het Han-regime stortte ineen.

## Jaartitels
De jaartitels van Lingdi waren:
- Jianning 168-172
- Xiping 172-178
- Guanghe 178-184
- Zhongping 184-189

## Persoonlijke informatie
- vader
  - Liu Chang, zoon van Liu Shu, zoon van Liu Kai, zoon van Han Zhangdi.
- moeder
  - Dame Dong
- vrouwen
  - Keizerin Song 171-178, afgezet
  - Keizerin He moeder van Han Shaodi
- belangrijke concubines
  - consorte Wang
- kinderen
  - Liu Bian later Han Shaodi, afgezet in 189.
  - Liu Xie later Han Xiandi, leefde tot 234.
  - prinses Wannian, naam onbekend, geboren in 180.